# Gnjilica
Gnjilica (cyr. Гњилица) – wieś w Serbii, w okręgu raskim, w gminie Raška. W 2011 roku liczyła 159 mieszkańców.